# Karl Georg von Raumer
Karl Georg von Raumer (Wörlitz, 1783. április 9. – Erlangen, 1865. június 2.) német geológus és pedagógus, Friedrich Ludwig Georg von Raumer öccse, Georg Wilhelm von Raumer apja.

## Életpályája
Tanulmányait Göttingenben és Halléban, aztán a freibergi bányászakadémián végezte. 1811-ben a boroszlói főbányahivatalnál bányatanácsos és egyúttal az ásványtan tanára lett az ottani egyetemen. 1813-1814-ben mint önkéntes részt vett a szabadságharcban. 1819-ben a hallei egyetemre is az ottani főbányahivatalhoz helyezték át. 1823-ban lemondott és a nürnbergi Dittmar-féle tanintézeten működött. 1827-től Erlangenben a természettudomány és ásványtan tanári állását foglalta el. Önéletleirása halála után jelent meg (Stuttgart, 1866).

## Legnevezetesebb munkái
- Der Granit des Riesengebirges (Berlin, 1813)
- Das Gebirge Niederschlesiens (Berlin, 1819)
- Vermischte Schriften (2 kötet, Berlin, 1819-1822)
- Kreuzzüge (I. és II. kötet, Stuttgart, 1840-1864)
- Erinnerungen aus den Jahren 1813-14 (Stuttgart, 1850)
- Lehrbuch der allgemeinen Geographie (3. kiadás, Lipcse, 1848)
- Beschreibung der Erdoberfläche (6. kiadás, 1865)
- Paläastina (4. kiadás, 1860)
- Geschichte der Pädagogik (5. kiadás, 4. kötet, Gütersloh, 1874-80)